# Joost Schellevis
Joost Schellevis (1989) is een Nederlandse journalist, werkzaam bij de Nederlandse Omroep Stichting. Bij de NOS maakt hij verhalen over technologie voor internet, tv en radio. Ook is hij regelmatig aanwezig bij verschillende podcasts en televisieprogramma's.

## Loopbaan
Schellevis studeerde media, informatie en communicatie aan de Hogeschool van Amsterdam en liep in 2008 stages bij de VPRO Gids en Tweakers. Na zijn studie begon hij in 2011 als fulltime redacteur bij Tweakers waar hij over privacy, cybersecurity en de impact van technologie op de maatschappij schreef. In 2014 stelde hij de heimelijke wifi-tracking van klanten van Dixons, MyCom en iCentre aan de kaak, wat leidde tot kamervragen. Schellevis werd hiervoor genomineerd voor de Prijs voor de Beste Onderzoeksjournalistiek van de Vereniging Online Journalisten Nederland. In 2015 oordeelde het CBP dat deze vorm van klanten volgen in strijd met de wet is.
Sinds 2015 is Schellevis werkzaam als redacteur tech bij de NOS, waar hij ook regelmatig is te horen in de NOS op 3 Tech podcast en te gast is in het NOS Journaal. Schellevis schrijft onder andere over de duistere kant van het internet. Hij schreef over betaalde datingsites die veel nepprofielen bevatten, wat er toe leidde dat de Autoriteit Consument en Markt een onderzoek startte en 37.000 gedupeerde bezoekers hun geld konden terugvragen.
In 2017 werd Schellevis genoemd als expert in de Nederlandse cybersecurity top 50 van Follow The Money.
Sinds 2020 is Schellevis ook oprichter van Honkbal.net, een website met het overzicht van MLB-wedstrijden op Nederlandse tijden.